# Улица Островитянова
У́лица Островитянова (по данным справочной литературы периода СССР — Острови́тянова, по данным Словаря имён собственных — Островитя́нова) (название с 23 февраля 1970 года) — улица в Юго-Западном административном округе города Москвы на территории Обручевского района, районов Коньково и Тёплый Стан. Проходит между Ленинским и Севастопольским проспектами. Нумерация домов начинается со стороны Ленинского проспекта.
Пересекает Профсоюзную улицу. С севера (нечётная сторона) примыкают улицы: Академика Опарина, Академика Волгина, Академика Арцимовича и Введенского. С юга (чётная сторона) примыкают улицы: Академика Бакулева и Академика Капицы.

## Происхождение названия и трудности ударения
Названа 23 февраля 1970 года в честь доктора экономических наук, профессора К. В. Острови́тянова (1892—1969). Расположена в районе, где сосредоточены улицы, названные именами русских учёных. Ранее носила временное название — «Проектируемый проезд № 4993». Изначально ударение в названии улицы совпадало с ударением в фамилии. По данным Грамота.ру, парадокс в переходе ударения с "и" на "я" обусловлен тем, что если ударение падает на "и", остаются 3 безударных слога в конце слова, что неудобно для произношения. Это не единственный в истории пример, когда название топонима подстраивается под речь (см. пример: Планерная). В настоящее время идёт тенденция к возврату ударения на третий слог.

## История
Улица возникла в 1968 году и являлась границей строящегося района Беляево-Богородское и Тропарёвского лесопарка. Первоначально проходила от улицы Академика Волгина до Профсоюзной улицы. В декабре 1968 года по улице провели автобусный маршрут № 196. В 1970 году улица продлена на юго-восток по границе Битцевского лесопарка до улицы Миклухо-Маклая, а в 1974 году — на северо-запад до Ленинского проспекта.
В 1968—1971 годах нечётная сторона улицы (дома № 15—45) и отрезок чётной стороны (дома № 16—30, тогда корпуса 1-го микрорайона Тёплого Стана) застроены крупнопанельными жилыми домами. В 1979 году участок на границе Битцевского лесопарка был поглощён расширившимся Севастопольским проспектом, при этом нумерация домов на нечётной стороне не изменилась.
В 1986—1988 годах построены дома № 32—36 как часть нового микрорайона «Узкое». В 1987 году на пересечении с Профсоюзной улицей была открыта станция метро «Коньково».
15 сентября 1974 года на пустыре на углу с Профсоюзной улицей прошла выставка картин московских художников-авангардистов, разогнанная милицией с помощью поливальных машин и бульдозеров.

## Примечательные здания и сооружения
По нечётной стороне:
- № 1 — Российский национальный исследовательский медицинский университет имени Н. И. Пирогова (1973—1976). На фасаде библиотечного корпуса — мозаичные панно (художники Л. Г. Полищук и С. И. Щербинина)
- № 1, стр. 3 — больница
- № 7 — бизнес-центр строительное управление «СУ-155», (маг. Перекрёсток)
- № 19 — Детская галерея «Изопарк»
- № 37 — жилой дом. Здесь жил архитектор Н. П. Сукоян[6].
- № 39 — жилой дом. В 1970—1985 здесь жил Герой Советского Союза В. М. Юдин. На доме установлена памятная доска[7]

По чётной стороне:
- № 2а — Храм в честь Казанской иконы Божией Матери в Теплом Стане
- № 4 — жилой комплекс «Аркада хаус»
- № 6 — жилой комплекс «Заповедный»
- № 10 — Пансионат № 6 для ветеранов и инвалидов. Церковь Воскресения Христова[8].
- № 10/1 — жилой комплекс «Остров»
- № 14 — гостиница «Паллада»
- № 30, корп. 2 — жилой дом. Здесь жил физикохимик М. И. Тёмкин[9].

## Инфраструктура
В самом начале улицы, дом 1, находится Российский национальный исследовательский медицинский университет имени Н. И. Пирогова. В доме 15, корпус 1, располагается Центр культуры «Сцена» (ранее ГУК „Молодёжный центр культуры «Черёмушки»“). Его основала в 1987 году директор и художественный руководитель А. М. Сарапанюк.
На улице Островитянова также находятся 2 детских сада, учебно-воспитательный комплекс, 2 парикмахерских, две мастерских по ремонту обуви, пункты приема в химчистку и в прачечную, ателье пошива и ремонта одежды, фотоателье, мастерская переплётных работ и другие предприятия социальной сферы. Близ улицы расположен Теплостанский лесопарк.

## Транспорт
На пересечении улиц Островитянова и Профсоюзной находится станция метро «Коньково».
По улице проходят следующие автобусные маршруты:
- От Ленинского проспекта до улицы Введенского — 361
- От улицы Академика Бакулева до улицы Академика Опарина — 718
- От улицы Академика Бакулева до Профсоюзной улицы — 712
- От улицы Академика Опарина до улицы Академика Волгина — 273 (только в указанном направлении)
- От улицы Академика Опарина до Профсоюзной улицы — с976
- От улицы Академика Волгина до Профсоюзной улицы — 196, 250, 699
- От Профсоюзной улицы до улицы Академика Капицы — с923 (только в указанном направлении)
- От Севастопольского проспекта до улицы Введенского — с923, с976 (только в указанном направлении)

По участку между Профсоюзной улицей и улицей Введенского в 1978 году короткое время проходил троллейбус 72, имевший там временную конечную на пересечении с улицей Введенского. Затем линия была продлена в Ясенево, и участок сначала использовался для оперативного разворота, а затем был ликвидирован. В настоящее время от линии и троллейбусного кольца остались лишь несколько опор подвески контактной сети.